# Книжники
Кни́жники (євр. «соферим», грец. γραμματεΐς — писарі) — біблійне найменування вчителів Закону Мойсея (законники). Вони переписували книги Святого Письма, тлумачили Закон, зберігали в пам'яті перекази. Здебільшого книжники виходили з коліна Левія, призначеного для священнослужіння.
Книжники були у євреїв богословами і юристами, дотримувалися буквального тлумачення Закону, суворо дотримуючись приписами переказів. В релігії вони були формалістами, задовольняючись дріб'язковим дотриманням всіх зовнішніх правил. Майже всі книжники були фарисеями.
Назва «книжник» означала людину вповні присвячену законові, не беручи до уваги його стан — священницький чи мирський та його ідеологію — фарисейську чи садукейську. За часів Ісуса Христа дуже мало книжників були священниками та садукеями, а майже всі були мирянами та фарисеями, і тому у Євангелії вони часто ототожнюються з фарисеями.
Під час вавилонського полону єврейський народ був позбавлений своїх багатств. Хіба тільки Закон (Тора) оберігалась дбайливо. Серед народу були люди, що посвятили їй все своє життя, щоб зберегти Закон дбайливо і передати його точно, зрозуміти і практикувати його сумлінно. Такі люди були людьми книги, не лише тому, що були пильними переписувачами, а в основному тому, що були у найширшому значенні учителями Закону. Отож книжник був законодавцем і йому присвоювали почесний титул «рав», «равві» — великий, мій наставник. Значний авторитет мали книжники вже у 200 роках до н. е., як вказує нам похвала у книзі Сираха (38-39). У часи Ісуса Христа священицтво зберегло свою літургічну функцію, але втратило свій вплив на духовне виховання народу. Правдивим духовним батьком народу, його катехитом (грец. κατήχησις — повчання, казання) та моральним провідником став книжник. В міру того як священники не цікавились законом, миряни заступали їх як духовні провідники юдаїзму. З плином часу священицтво стало ототожнюватися з садукейською течією, тоді як законовчителі миряни ставали фарисеями.
Книжником міг стати будь-хто з ізраїльського народу, але треба було пройти довгу науку. Дуже часто починалась вона з дитячих літ, вивчаючи, як каже апостол Павло (Дії 22:3), «у стіп» якогось знаного учителя (що сидів на ослінчику, а учні на землі перед ним). Дуже рідко якийсь учень міг перейти всю науку і стати учителем до сорока років. У той час він був майже завжди бідний і виконував якесь ремесло, щоби заробити собі на прожиток. Та коли засвоїв закон, уважався за найбільшого багача, за вищого від первосвященника.